# Вилтон (Ајова)
Вилтон (енгл. Wilton) град је у америчкој савезној држави Ајова. По попису становништва из 2010. у њему је живело 2.802 становника.

## Демографија
Према попису становништва из 2010. у граду је живело 2.802 становника, што је -27 (-1.0%) становника више него 2000. године.
| Група             | 2000.         | 2010.         |
| Белци             | 2.730 (96,5%) | 2.684 (95,8%) |
| Афроамериканци    | 6 (0,2%)      | 8 (0,3%)      |
| Азијати           | 13 (0,5%)     | 2 (0,1%)      |
| Хиспаноамериканци | 57 (2,0%)     | 72 (2,6%)     |
| Укупно            | 2.829         | 2.802         |